# Стоян Граматик (Търновско)
 Тази статия е за просветния деец от Търновско.  За просветния деец от Разлога вижте Стоян Папев.  
Стоян Граматик е български възрожденски учител и духовник, преписвач на Паисиевата история. Поп Стоян Граматик учителства в различни градове на България.

## Биография
В средата на ХVІІІ век местният свещеник Кръстю създава килийно училище във Влашко село (сега Царевец). Делото му е продължено от сина му поп Стоян Граматик и внука му Кръстю Граматик, дядо на възрожденеца Кръстю Пишурка. Дойно Граматик от Елена се научва от поп Стоян Граматик, учител в Елена през втората половина на ХVІІІ век, да подвързва книги: „Сетне научил от Стоян Граматика, учител през първата половина на ХVІІІ век в Елена, да подвързва с мешина всякакви църковни книги и върху кориците им да отпечатва някои от Евангелието образи, които той изливал от мед“. В Елена първото килийно училище отваря врати още през ХVІІІ век, а в началото на ХІХ век училищата са вече три. Измежду първите учители, обучаващи децата в домовете си, са били Дойно Граматик и Стоян Граматик – преписвачи на Паисиевата история. Преписът на Дойно Граматик от 1784 г. е известен като Еленски препис. Килийното училище в Пчелище е основано в средата на XIX век от поп Стоян Граматик. По-късно в 1880 година със средства на местните хора е построена сградата на училището.